# Riofrío (Segovia)
Riofrío es una localidad enclave perteneciente al municipio español del Real Sitio de San Ildefonso, en la provincia de Segovia, comunidad autónoma de Castilla y León. Su término es un bosque de alto valor ecológico donde se encuentra el Palacio Real de Riofrío. En 2022 contaba con 4 habitantes.

## Geografía
Rodeado en todo su perímetro por una tapia de mampostería, está situada muy cercana a la ciudad de Segovia, a una altitud de entre 950 y 1086 m sobre el nivel del mar, su bosque pertenece históricamente al Sexmo de San Millán de la Comunidad de Ciudad y Tierra de Segovia.
Se sitúa a 12 km de La Granja y 4 km de Segovia.

## Historia
Hacia mediados del siglo XIX, el lugar tenía contabilizada una población de 52 habitantes. La localidad aparece descrita en el decimotercer volumen del Diccionario geográfico-estadístico-histórico de España y sus posesiones de Ultramar de Pascual Madoz de la siguiente manera:

RIOFRIO: sitio real con alc. p. sujeto al ayunt. y abadía de San Ildefonso (2 1/2 leg.) en la prov. y part. jud. de Segovia (1 1/4), aud. terr. de Madrid (12) y c. g. de Castilla la Nueva. sit. sobre terreno bastante elevado, y á las inmediaciones del r. de igual nombre; está combatido por todos los vientos, y su clima es sano, se compone de un palacio y varias casas de oficios, que enlazadas forman una plaza al S. de 450 pies en cuadro, con una galería de arcos abiertos y sobre esta un terrado al plano y nivel del piso principal. El palacio es de muy buena y elegante construccion, y en su parte esteríor forma un cuadro perfecto de 300 pies: consta de 3 cuerpos, el primero con 11 pies de altura; el segundo, o piso principal, con 30, y el tercero con 17, viéndose adornadas sus cuatro fachadas, con 68 balcones ó bien sean 17 en cada una: le sirve tambien de adorno en la coronacion un balaustrado de piedra con jarrones de trecho en trecho: el patio principal tiene 112 pies en cuadro; la galería es de arcos abiertos con sus pilastras de orden dórico, y cornisa arquitrabada: la principal ó alta tiene arcos cerrados con ventanas cuadradas y su cornisamento de orden jónico. El pórtico ó zaguán tiene su ornato de pilastras dóricas sobre zócalos, y los inteligentes admiran mucho su escalera principal, asegurando no haber otra que la iguale en España, por estar su enorme peso y el de toda la obra restante, sostenido solo por 8 columnas de piedra berroqueña de una pieza: en una palabra, es un suntuoso y grande edificio, muy parecido en su forma, si bien mas reducido, al de Madrid, y cuyos planos son debidos al arquitecto D. Virgilio Rabaglio, continuados por los de igual clase D. Cárlos Frachina y D. José Diaz Gamones, y el adorno de figuras, jarrones y estuco, de D. Pedro Sexmini; en la primera de las casas de oficios, hay una escalera de caracol, que sirve y da comunicación á palacio y aunque bastante sencilla, es mirada con detencion por cuantos la ven, á causa de ser espaciosa y hallarse formada al aire: á la parte de O. se empezó á fabricar un conv. de religiosos descalzos, debiendo guardar esta obra simetría con la fachada del S. del palacio, y tanto esta, como otras muchas obras empezadas, no se han continuado. En lo interior del palacio hay una hermosa capilla; su retablo de jaspes fue regalado por el rey Carlos III al cabildo de Segovia, que lo colocó en el trascoro de la cated.; esta capilla es aneja á la parr. de las Navas de Riofrio (200 pasos), cuyo párroco recibe por este servicio una pequeña asignacion satisfecha por el patrimonio. El bosque de este sitio tiene 2 1/2 leg. de terreno poblado de encina, con abundantes pastos, y todo él está cercado de piedra: se dirige por dentro del mismo el camino real de Segovia, por Guadarrama. pobl.: 13 vec, 52 alm., empleados del real patrimonio, y destinados á la conservacion del palacio y bosque. Este edificio fue fundado en 17151 por Doña Isabel Farnesio, viuda de D. Felipe V, cuyo terreno compró al marques de Paredes; lo hizo con el objeto de trasladarse á él siempre que su hijo D. Fernando VI quisiese pasar al de San Ildefonso, pero este rey, movido sin duda por su amor maternal, no fue á este sitio durante los 13 años de su reinado, y la reina viuda estuvo en él con la mayor tranquilidad y reposo.
(Madoz, 1849, p. 484)

## Demografía
| 5             | 4 | 3 | 3 | 5 | 3 | 5 | 3 | 6 | 4 | 4 | 4 |
| (Fuente: INE) |   |   |   |   |   |   |   |   |   |   |   |

## Patrimonio
- Palacio Real de Riofrío, antigua residencia de la familia real española, gestionada por el organismo Patrimonio Nacional, que administra los bienes del Estado al servicio de la Corona. Fue pabellón de caza en el siglo XVIII y XIX;[5]
- Bosque de Riofrío, Bien de Interés Cultural desde el 3 de junio de 1931, con ecosistemas de encinar, sabinar, rebollar y fresneda;[2]
- Casa de Oficios del Bosque de Riofrío, también declarada Bien de Interés Cultural en 1931.[6]